# Aldjon Pashaj
Aldjon Pashaj (Fier, Albania, 17 de julio de 1994) es un exfutbolista albanés que jugaba de arquero.

## Clubes
| Club            | País   | Año         |
| --------------- | ------ | ----------- |
| Glyfada FC      | Grecia | 2013 - 2014 |
| Apollon Smyrnis | Grecia | 2014 - 2017 |